# C2C
C2C（英語：Customer to customer），也称“私对私”，是一種交易的方式，它是指個人對個人的交易形式。
C2C電子商務較著名的例子有eBay、閒魚、露天市集等。其他交易方式有B2C（公司對個人，公對私）、B2B（公司對公司，公對公）、C2B。

## 参看
- O2O
- 直销
- 微商 (電子商務模式)